# レヴェント駅
レヴェント駅（レヴェントえき、トルコ語: Levent Metro İstasyonu）はトルコのイスタンブールシシリ区にある、イスタンブール地下鉄M2号線とM6号線の駅。

## 歴史
- 2000年9月16日 - M2号線の駅が開業[1]。
- 2015年4月19日 - M6号線の駅が開業[2]。

- 2019年8月30日 - M2号線・6号線の深夜運転開始。しかし後にトルコでの新型コロナウイルス流行により休止となる。
- 2022年5月6日 - 深夜運転再開。土曜と日曜のみの0時30分から5時30分の間、30分おきの発着で、料金は通常の2倍[3]。この運行時間はM2号線は「チャルシュ」・「メトロシティ」出入口、M6線側は「レヴェントメトロ」出入口のみのみ解放される[4]。

## 駅構造
M2号線・M6号線共に島式ホーム1面2線を有する地下駅。

### のりば
| 4.レヴェント ↑ \| ⇌ 2 1 ⇌ \| ↓ ガイレッテペ |      |        |                                  |
| 1                                           | 北行 | M2号線 | ハジュオズマン方面               |
| 2                                           | 南行 | M2号線 | タクスィム・イェニカプ方面       |
| \| ⇌ 1 2 ⇌ \| ↓ ニスペティエ ↑              |      |        |                                  |
| 1 - 2                                       | 東行 | M6号線 | ボアジチ大学＝ヒサリュステュ方面 |

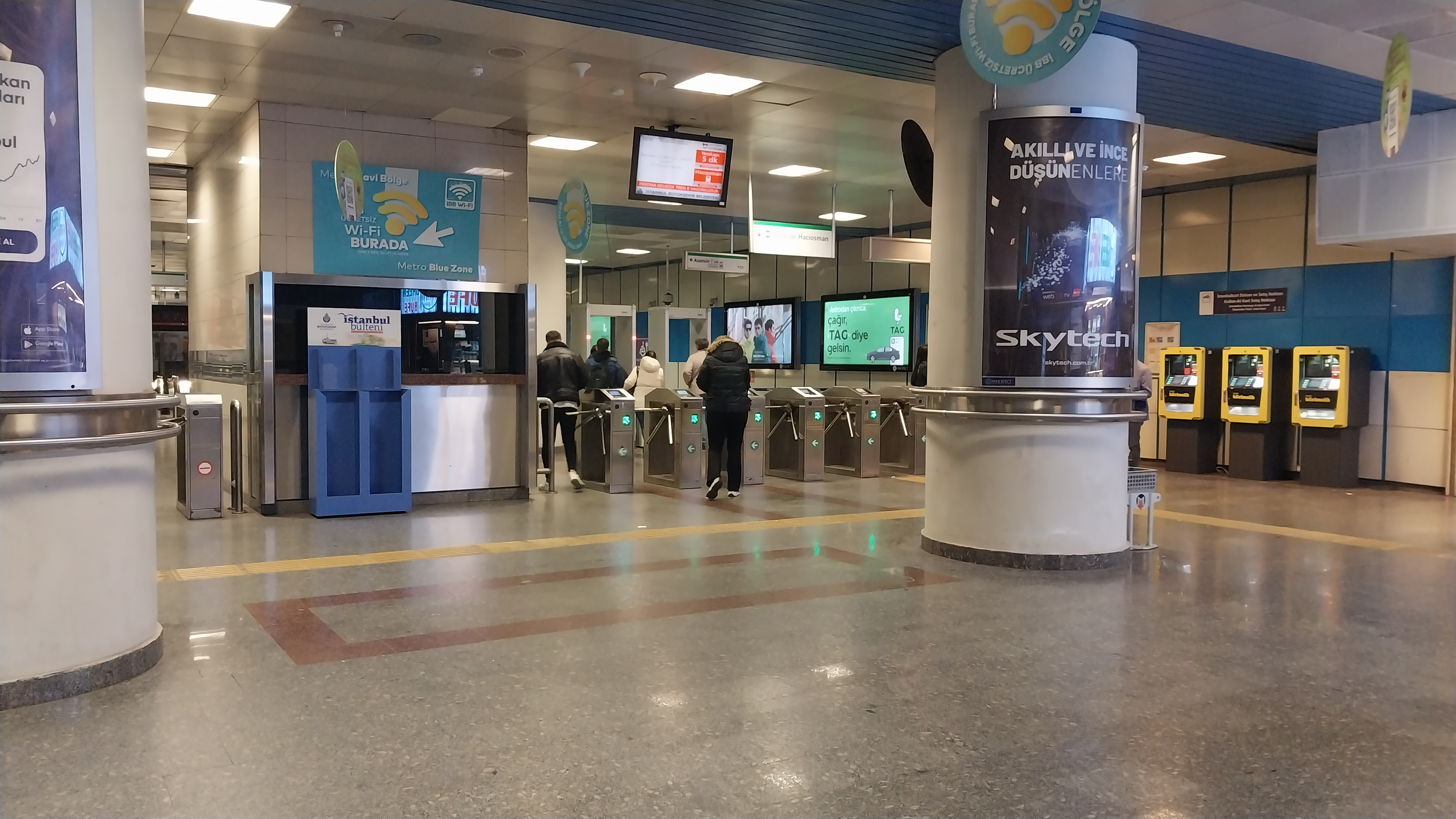
M2号線改札口
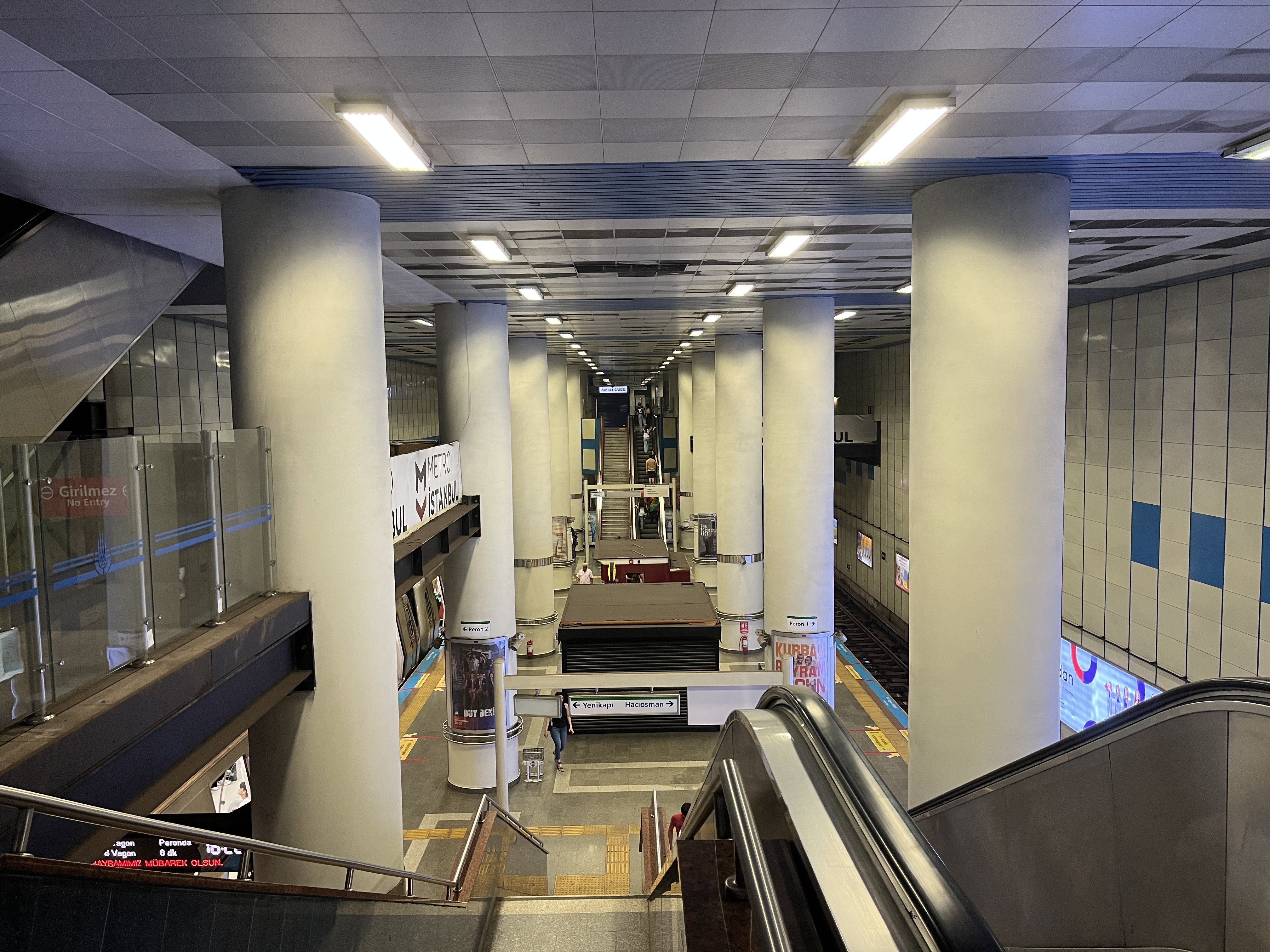
M2号線ホーム
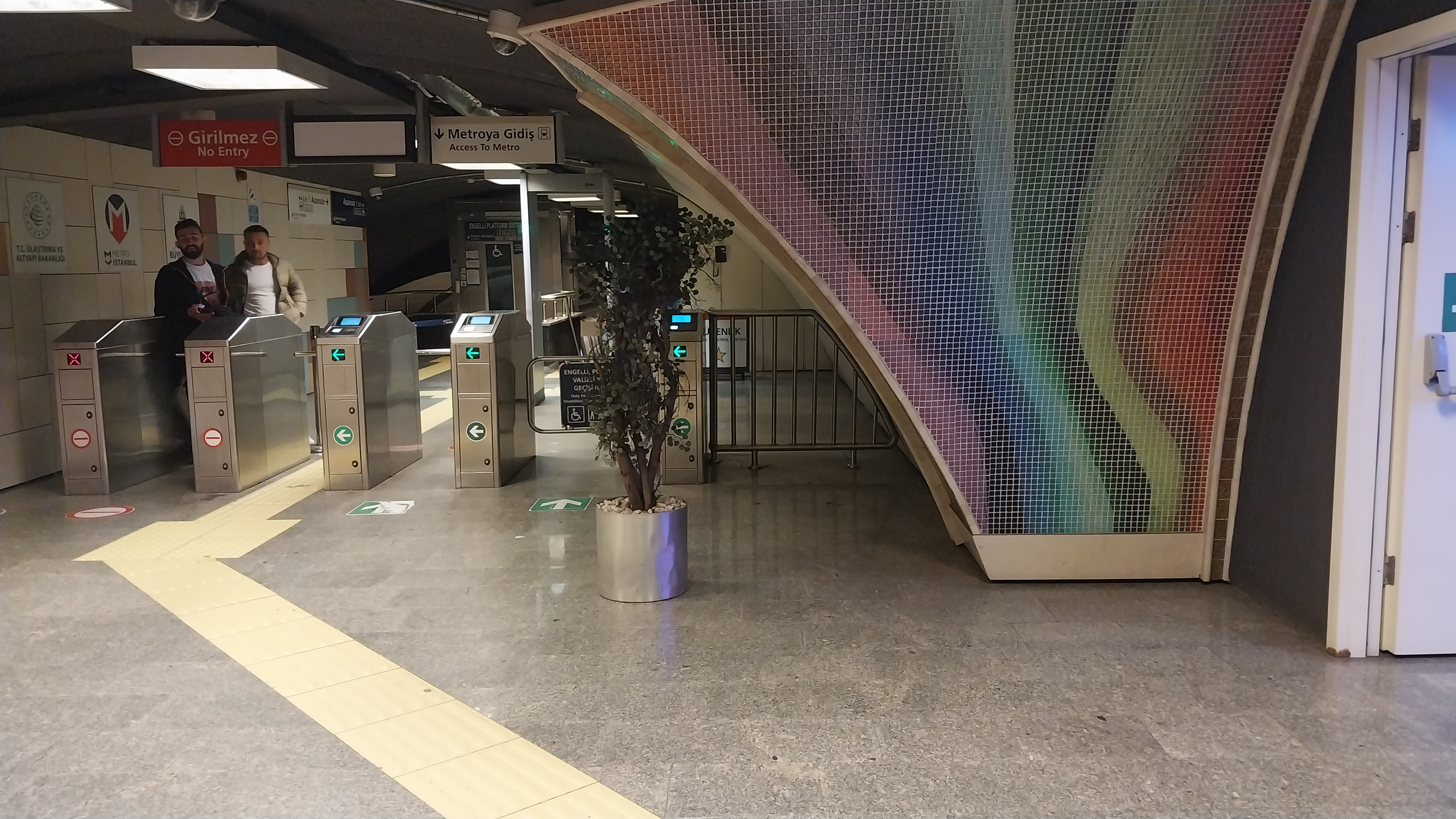
M6号線改札口
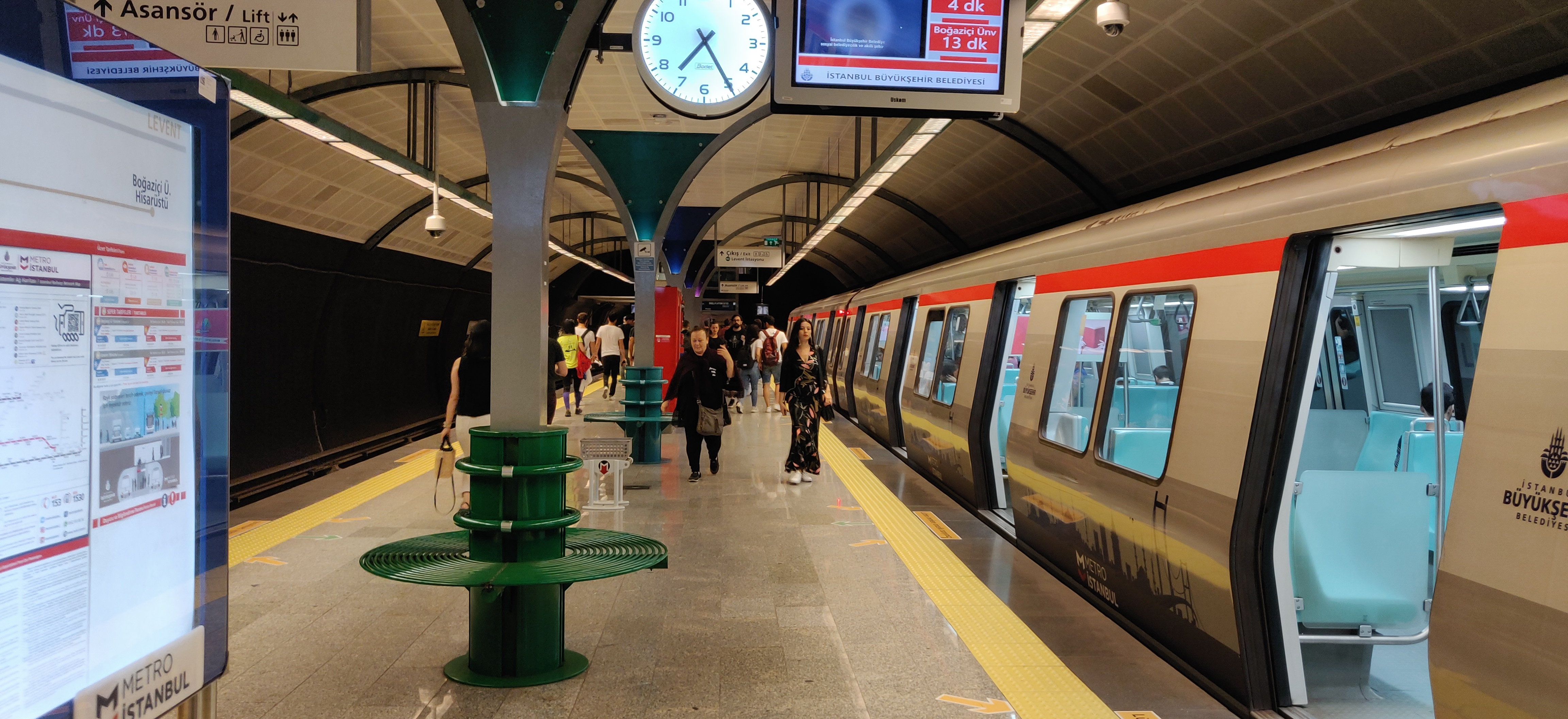
M6号線ホーム

## 駅周辺
- バルバロス・ハイレッティン・パシャ・モスク（トルコ語版）
- ギュルテペ（トルコ語版）
- カニヨンAVM（トルコ語版）
- レベント・アフェット・ヨラル・モスク（トルコ語版）
- メトロシティ（トルコ語版）
- オルタバイル（トルコ語版）
- オズディレクパーク・イスタンブール（トルコ語版）
- ジンジルリクユ墓地（トルコ語版）
- 在イスタンブール日本国総領事館

## 隣の駅
イスタンブール地下鉄
 M2号線
ガイレッテペ駅 - レヴェント駅 - 4.レヴェント駅
 M6号線
レヴェント駅 - ニスペティエ駅